# 蝘蜓座DI
蝘蜓座DI，也稱為Hen 3-593或HIP 54365，是在蝘蜓座的一個四重星恆星系統。這個系統與地球的距離大約是700光年。
蝘蜓座DI是一顆金牛座T型變星，是正接近主序帶的初期恆星體。它的視星等不穩定，在10.65 和10.74等之間變化著。儘管它在視覺上很黯淡，但它之所以被注意到，是因為它的光譜中有明顯的發射。
在1977年，蝘蜓座DI被發現有一個更微弱的同伴。後來測得的分離距離為4.6"，大約644AU。伴星B被發現是一對相距僅0.066"（約10AU）的恆星，這兩顆恆星的光譜類型都是M5.5 。最後，人們發現這顆變得主星有一個距離0.2"（約30AU）的微弱伴星，光譜類型為M6。